# Jelena Prokopljević
Jelena Prokopljević (Belgrado, 1972) es una arquitecta e investigadora serbia residente en España.

## Biografía
Jelena Prokopljević es arquitecta e investigadora especializada en arquitectura y urbanismo de los países socialistas como parte de historia de la arquitectura contemporánea. Es licenciada por la Escuela de Arquitectura de Belgrado (1998) y doctora por la Universidad Politécnica de Cataluña (2006). Fue coautora del libro “Corea del Norte-Utopía de Hormigón” con Roger Mateos, “Patriotas indignados” con Francisco Veiga y varios autores y editora de “Unprecedented Pyongyang” de Dongwoo Yim, además de diferentes artículos y conferencias sobre la arquitectura socialista y post-socialista. En 2014 participó en el Pabellón de Corea para la Bienal de Venecia de Arquitectura y en 2016 fue co-comisaria del pabellón de Cataluña para el mismo certamen con la exposición titulada "Aftermath, Arquitectura más allá de los arquitectos". Entre 2015 y 2018 formó parte del proyecto de investigación “Perfiles de la extrema derecha europea en la postguerra fría. Tendencias transideológicas y transversalidad de las bases sociales” de la UAB. Ha colaborado con el Premio Europeo de Espacio Público como miembro del comité científico, desde 2018 con el Premio Mies van der Rohe y desde 2017 forma parte de la junta directiva de Arquin FAD. Ha sido jurado de diferentes ediciones de los Premios FAD.
Es profesora asociada de Historia y teoría de arquitectura en la Universidad Internacional de Cataluña, de la asignatura Ciudades y urbanismo en la región de Ásia Pacífico en la Universidad Pompeu Fabra de Barcelona y de Historia urbana y arquitectónica de Barcelona en el Barcelona Architecture Center. Colabora con la asociación El Globus Vermell para la difusión de arquitectura y para las publicaciones de la Fundación Arquia, el Temps de les Arts y Jot Down entre otras publicaciones científicas. Desde 2013 edita el blog personal la ciudad socialista.